# Fraimbois
Fraimbois település Franciaországban, Meurthe-et-Moselle megyében. Lakosainak száma 363 fő (2022. január 1.). Fraimbois Gerbéviller, Hériménil, Laronxe, Moncel-lès-Lunéville, Moyen, Saint-Clément és Vathiménil községekkel határos.

## Népesség
A település népességének változása:
| Lakosok száma | 237  | 266  | 273  | 320  | 370  | 386  | 386  | 391  | 394  | 363  |
|               | 1968 | 1982 | 1990 | 2006 | 2013 | 2015 | 2017 | 2019 | 2020 | 2022 |